# Novotel
Novotel (укр. Новотел)— бренд, під яким працює французька готельна мережа, що входить до складу групи Accor. Novotel — це бренд стандартизованих готелів верхнього сегменту середнього класу. Мережа включає близько чотирьохсот готелів в шістдесяти країнах світу. Готелі Novotel розташовуються переважно в найбільших мегаполісах світу, бізнес центрах і туристичних напрямках. Також існують резорт-готелі під брендом Novotel, розташовані на популярних курортах.

## Історія
Перший Novotel був відкритий у Ліллі, Франція, в 1967 році. Він був натхненний американськими мотелями з комфортабельними номерами, рестораном та парковкою. До 1970 року сім готелів Novotel були в експлуатації, і група підняла кошти для розвитку на міжнародному рівні.
До 1975 року Novotel відкрив 60 готелів у Франції та 13 у Європі. Novotel купив Mercure в 1975 році, і Sofitel у 1980 році. У 1981 році Novotel увійшов до азійського ринку з відкриттям готелю в Сінгапурі.
Novotel потрапив в 10 кращих груп готелів по всьому світу з 319 готелями. Він перетворився на групу Accor у 1983 році, і був введений до фондового індексу Паризької біржі того ж року. У 1984 році Novotel купив будинок в Нью-Йорку на Таймс-Сквер.
У 1986 році Новотель представив «шведський стіл».
У 2004 році Novotel представила більш ергономічні та елегантні номери.
У листопаді 2011 року Novotel і Microsoft створили футуристичну кімнату, яку назвали «Кімната 3120». У 2013 році Xbox став доступним для клієнтів, та було успішно випробувано віртуального консьєржа. У липні 2018 року Novotel відкрив готель в Сеулі. У травні 2019 року Accor відкрив Novotel Miami Brizkell, другий готель бренду в США.